# Express (österreichische Zeitung)

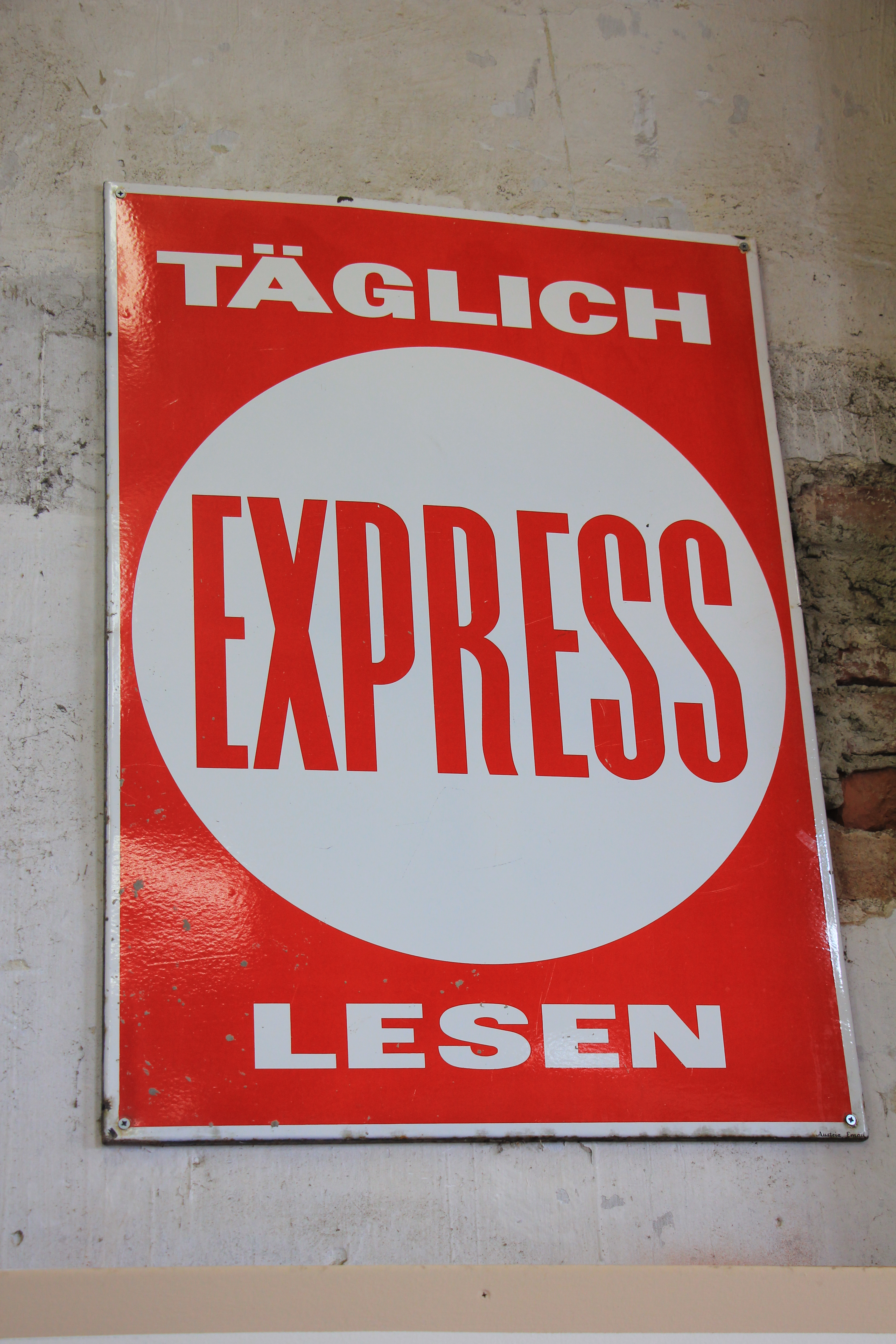
Werbetafel

Der Express war eine österreichische Boulevardzeitung.
Er erschien als unabhängige Zeitung erstmals am 26. März 1958, einen Tag nach Ende des Wiener Zeitungskrieges. Er wurde von Fritz Molden und Gerd Bacher gegründet. 1960 wurde er von dem zur SPÖ gehörenden Vorwärts-Verlag aufgekauft. Als linksliberales Blatt behauptete es sich in den 1960er Jahren als drittauflagenstärkste Zeitung in Österreich. Differenzen um die inhaltliche Ausrichtung der Tageszeitung begleiteten den wirtschaftlichen Niedergang ab 1968.
Ab 1969 war der spätere Kronen Zeitung-Geschäftsführer und RTL-Chefredakteur Hans Mahr als Reporter für den Express tätig. Im Dezember 1970 wurde der Express von Kurt Falk und Hans Dichand übernommen und schließlich im April 1971 mit der Kronen Zeitung zusammengelegt.